# Виселення кримських християн із Криму (1778)
Депортація християн Кримського Ханату до Північного Приазов'я 1778—1780 — організована урядом Російської імперії та імператрицею Катериною ІІ широкомасштабна політична акція, пов'язана з планами захоплення Росією Кримського ханства. Прямим наслідком цієї акції стало утворення на українських теренах найбільшого грецького етнічного масиву.
Переселення кримських християн до Приазов'я досі залишається найбільш заплутаною проблемою історії України, яка густо перемішана різними версіями і відвертими домислами, або брехнею.
У російській та радянській історіографії пануючою була точка зору, згідно якої переселення християнського населення Криму російською владою здійснювалося винятково з міркувань його захисту. Проте сучасні вчені піддають її критиці.
Катерина депортувала урумів і румеїв з Криму, тому що вони займалися економікою, а Російській імперії потрібно було підірвати економіку Кримського ханства.

Безпідставним є твердження про добровільний вихід християн з ханства. Цей пропагандистський постулат спрямовувався на приховування справжніх причин переселення християнського населення Криму. Документи свідчать про зворотнє. Так, гезлєвські греки та вірмени подали петицію, в якій відмовлялися залишати півострів:
«…Мы, подданные Его Светлости, им довольны, и от предков наших платим дань своему государю; хоть саблями нас рубить станут, то не думаем мы куда-либо идти».
Противників переселення, незважаючи навіть на прямі погрози з боку російських емісарів, які підбурювали християн до виходу з Криму, було немало. Частина їх, аби уникнути насильницького переселення, таємно приймала іслам.

## Передісторія
Під час російсько-турецької війни 1768—1774 років виникла потреба висвятити нового Готфейського-Кафайського (сучасною мовою Готсько-Кафського) митрополита, бо старий митрополит помер. Готська єпархія Константинопольського патріархату існувала в Криму з IV сторіччя, перетворившись пізніше на Готську митрополію з центром у фортеці Дорос. В 1678 році до Готської митрополії додали Кафську єпархію — сама генуезько-вірменська Кафа вже 200 років як була взята турками. Кримські християни підпорядковувалися тоді Константинопольському патріарху. Російська розвідка провела успішну операцію, посадивши на митрополичу катедру 61-річного (за іншими даними 56-річного) архієпископа Ігнатія Гозадіні, який мав прямі зв'язки з Петербургом. Його брат Олександр служив офіцером у свиті Катерини і через нього підтримувався зв'язок Петербургу з тільки що обраним кримським митрополитом.
Після укладення Кючук-Кайнарджийського мирного договору 1774 року на кримський престол було зведено хана Шагіна Ґерая, який рішуче взявся за модернізацію держави, водночас будучи змушеним рахуватися з інтересами Російської імперії, війська якої окупували країну.
У 1777 році він видав наказ, котрим зрівнював мусульманське і немусульманське населення Криму в громадянських правах, що викликало хвилю бунтів. Російські окупаційні військові частини жорстоко придушили заворушення і покарали ініціаторів, у чому їм активно допомагало місцеве грецьке населення, здійснюючи розшук та видачу бунтівників (що переховувалися в горах) каральним загонам. Викликана урядовими реформами та російсько-турецьким протистоянням громадянська ворожнеча на півострові, взаємне нищення прибічників протилежних політичних таборів у боротьбі за ханський престол (що її розпочав османський висуванець Селім Ґерай), дії російського війська проти кримськотатарського населення, яке підтримувало Османську імперію, призвели Кримський ханат до політичної й економічної нестабільності. Зубожіле населення держави потерпало від голоду та анархії.
Питання про масове переселення християн з Криму вперше було поставлене з боку царського уряду 1778 генерал-губернатором Малоросії П.Рум'янцевим-Задунайським. Цілями акції були ослаблення Кримського ханату через завдання збитків його господарству та демонстрація невідступності та послідовності російської зовнішньої політики у «підтримці» християнського населення Османської імперії. Розрахунок російського уряду ґрунтувався на перевагах моменту, існуючому політичному досвіді, а також на використанні допомоги з боку прихильного до Росії духовного чільника кримських християн митрополита Готського і Кафського Ігнатія (Іакова Гозадіно). Упродовж 1771–72 митрополит звертався до Правлячого Синоду та Катерини ІІ з проханням «не залишати під владою татар» його паству. Ці листи-звернення, продиктовані, з одного боку, довірою митрополита до політики російського уряду щодо Криму, і з іншого — його занепокоєнням з приводу поглиблення асиміляції кримських греків, стали формальною підставою для здійснення урядових планів депортації християн з Криму.

## Підготовка до депортації
Проект П.Рум'янцева-Задунайського відповідав намірам Катерини ІІ анексувати Кримське ханство та колонізувати степову Україну. 9 березня 1778 імператриця підписала два рескрипти на ім'я П. Рум'янцева і Г.Потьомкіна з наказом провести переселення всіх християн (урумів, румеїв, вірменів, грузин та волохів), які мешкали у Криму, на вільні землі Новоросійської та Азовської губернії. Здійснення цих планів було доручене генерал-поручику кн. О.Прозоровському, а з квітня 1778 — генерал-поручику графу О.Суворову.
23 березня 1778 року Румянцев призначив Алєксандра Суворова командувачем військами Криму і Кубані, який негайно зібрав керівників грузинської, вірменської і грецької церков і запропонував їм разом зі всіма християнами переселитися до Росії.
Напередодні свого переселення з Криму греки проживали в більш ніж 80 населених пунктах в горах і на Південному березі Криму. Чверть проживала в містах. Більшість міського населення була ремісниками, а шоста частина греків займалася торгівлею.
Основними заняттями сільських жителів були скотарство, землеробство (вирощували жито, просо, пшеницю, ячмінь, льон); на Південному березі греки спеціалізувалися на садівництві, виноградарстві, овочівництві, рибальстві.
Ханський перепис нерухомого майна, складеного під час депортації, підтверджує відносне матеріальне благополуччя основної маси кримських греків, а також свідчить про спільну господарську діяльність представників різних конфесій і навіть священнослужителів.
Слід відзначити віротерпимість, що існувала в ранньомодерному Криму, яка призводила до численних змішаних шлюбів, а також до тісних етнічних контактів, що сприяли інтеграції.
Анатолій Герасимчук наводить факти з суддівських книг XVII ст.: мусульманка Фатьма із с. Багатир, дочка Гаврила, просила, щоб з її будинку християни винесли хрест, що залишився після батька, і цей хрест був перенесений в будинок християнки Венії, дочки Мухаммеда, дружини християнина Балабана. У іншому випадку християнка Ініша усиновила кримськотатарську дитину і залишила їй усе своє майно.
Приналежність членів однієї сім'ї до різних конфесій також не була винятком: у с. Ай-Георги християнин Бійгельді, син Бійберді, судився з дружиною свого брата, мусульманкою Хангельді, дочкою Трандафіла; з рідних братів Сєїта, Магомета, Топ і Бебія перші два були мусульманами, а два другі — християнами; Джантемір, син Дмитра був християнин, а сестра його Сайме — мусульманка, у мусульманина Мустафи дружина Десфіна і дочка їх Феодора були християнками.
А дослідник історії освіти в Україні Павло Мазур (Маріуполь) наводить факт існування у Криму трьох вищих православних духовних шкіл.
Таким чином, розповіді про жорстоке поводження з християнами у мусульманському Криму, яке стало основною причиною депортації чи то «братерської допомоги» християнам з боку Росії, є звичайнісінькою вигадкою для виправдання їхньої депортації.
Було ще й таке. Дослідник Криму Олександр Бертьє-Делагард писав: «Виходили християни з гіркими риданнями, бігали, ховалися в лісах і печерах, мало того, приймали мусульманство, лише б тільки залишитися в рідній землі».
Проти цієї акції були також і мусульмани. Командувач Кримського корпусу (з березня 1778 р.) Алєксандр Суворов, на якого покладалася депортаційна акція, з цього приводу 4 серпня 1778 р. писав: «Дело идет своим чередом, как бы в том татары, теряя душу из тела, не мешали».
Під Бахчисараєм греки під проводом дружини старости одного з грецьких сіл Ольги підняли повстання, яке було жорстоко придушене суворовськими «чудо-богатырями». За родинними переказами, під час цього повстання були заколоті багнетами мої родичі.
Грецький історик Христос Ласкарідіс писав: «Митрополит Ігнатій, в діях якого є також частка провини, сам виявився жертвою політики російського уряду, оскільки переселення було ініціативою російських властей».
Агітацію за переселення супроводжував прямий і непрямий примус через поширення дезінформації та використання погроз з боку російських урядовців та їхніх емісарів. Проте значна маса християн позитивно ставилася до переходу у російське підданство, свідомо йдучи на матеріальні жертви. Головними мотивами їхнього вибору була перспектива отримання від російського уряду значних соціально-економічних пільг, пов'язаних з набуттям статусу іноземних поселенців згідно з російськими законами (1751, 1762 та 1763): надання збільшених земельних наділів, звільнення на тривалий строк від податків та рекрутської повинності тощо. Крім того, кримські християни вимагали гарантувати їм окремою монаршою грамотою вільний еконосічний, господарчий, культурний і національний розвиток в умовах адміністративної, судової та конфесійної автономії (серед найголовніших вимог — здійснення переселення за рахунок російської державної скарбниці; можливість заснування поселення на засадах адміністративно-територіальної автономії, керованого власним виборним органом самоврядування; звільнення назавжди від рекрутчини та на 10 років від усіх податків тощо).

## Депортація

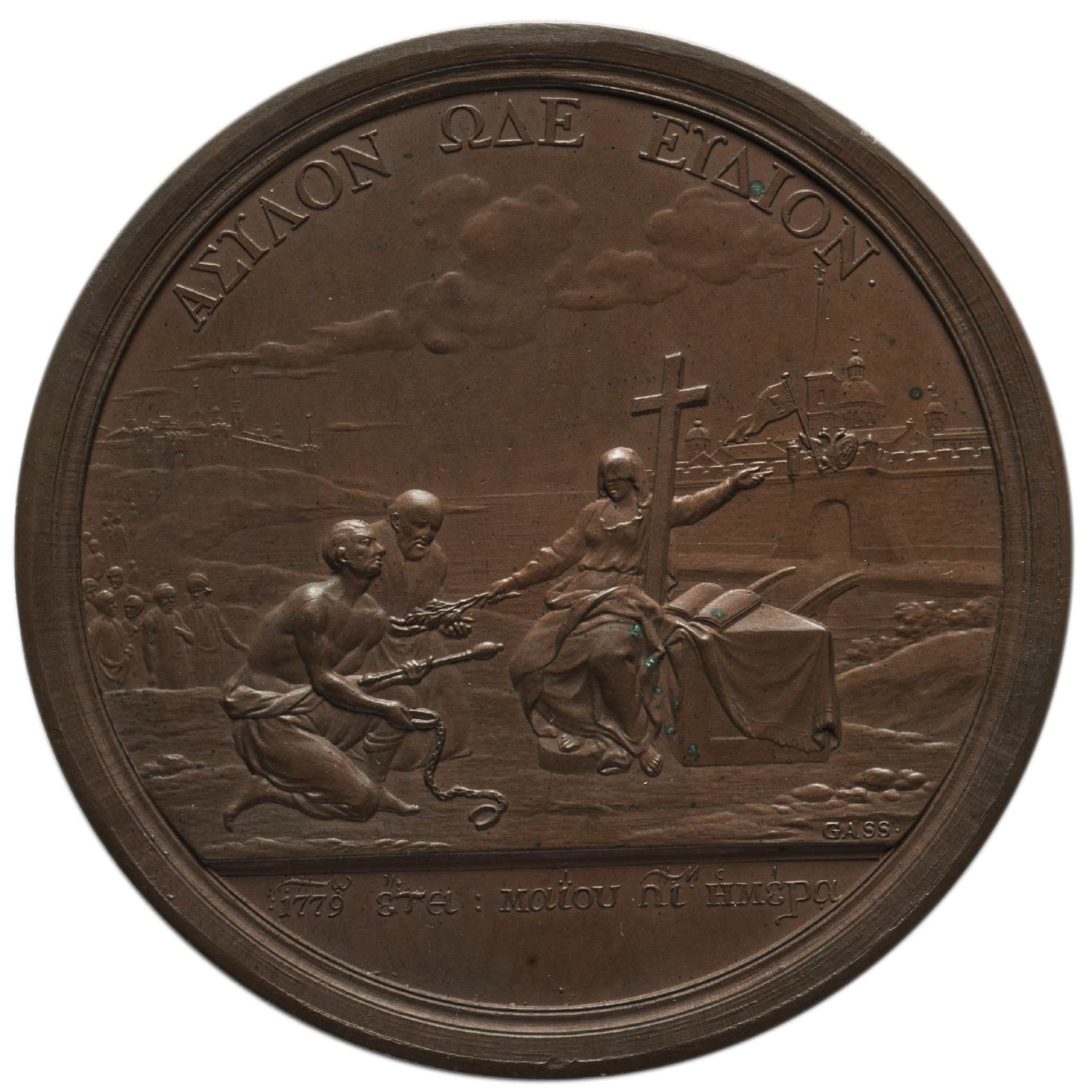
Медаль із зображенням переселення

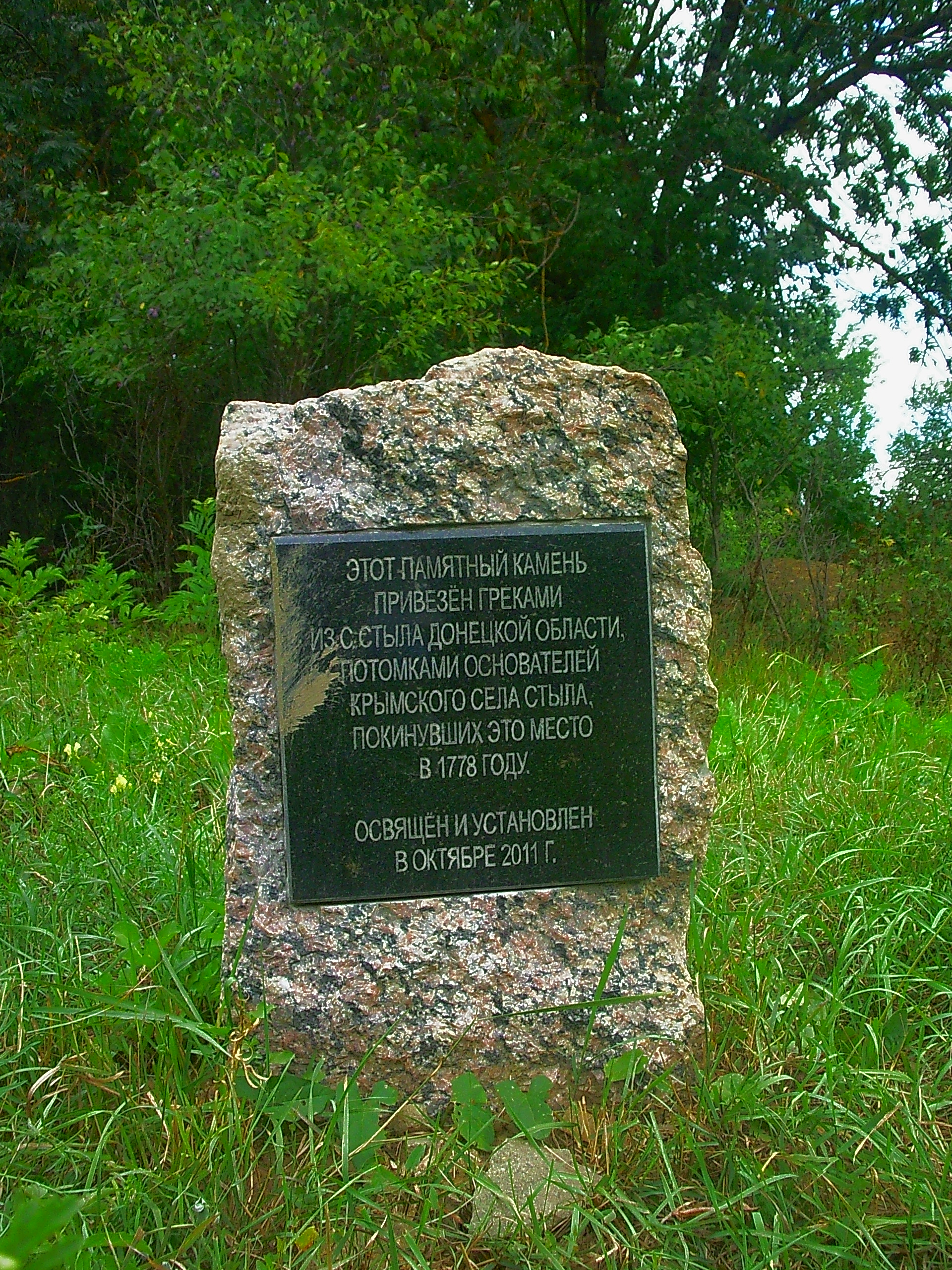
Пам'ятник в селі Лісникове

Акція переселення розпочалася 28 липня 1778 року, коли до Азовської губернії вирушила перша група християн, і завершилася 18 вересня 1778. За неповними офіційними відомостями на кінець року, Кримський ханат залишили 31386 християн (із них 18395 урумів і румеїв, 12612 вірменів, 218 грузинів та 161 волох). Російський уряд більше року зволікав з призначенням місця розселення вихідців з Криму. В очікуванні розпорядження їм довелося пережити сувору зиму 1778/79. Навесні 1779 переселенці почали вимагати поселення на землях між річками Дніпро, Самара та Оріль (відповідно до попередніх рішень християнської громади, ухвалених ще в Криму). Але оскільки на той час ці території були вже заселені, уряд низкою розпоряджень восени 1779 — навесні 1780 призначив відвести інші землі для поселення колишніх кримських вихідців.
По дорозі з Криму до Новоселиці греки влаштували митрополиту такий скандал, що він втік до карети Суворова під охорону російських багнетів. Перебуваючи у кареті, «Ігнатій заліпив вуха воском, щоб не чути прокльони своєї пастви», зазначав історик Тимошевський.
Вірменам надали територію в пониззі річки Дон, де було засновано м. Нахічеван (з 1838 Нахічевань-на-Дону, з 1928 у складі м. Ростов-на-Дону, РФ) і кілька сіл навколо: Чалтир, Крим, Великі Сали, Султан-Сали, Несвітай, які об'єднали в Нахічеванську округу.
Греки, грузини та волохи отримали землі у Північному Приазов'ї, обмежені з заходу р. Берда, зі сходу р. Кальміус, з півночі р. Вовча (притока Самари). 15 серпня 1780 депортовані заселилися у місто Маріуполь, яке стало центром новоутвореного повіту (пізніше — Маріупольська округа). Навкола переселенці заснували 21 село: Бешеве, Богатир, Велика Каракуба, Великий Янісоль, Георгіївка, Камара, Карань, Керменчик, Костянтинополь, Ласпа, Малий Янісоль, Мангуш, Сартана, Старий Крим, Стила, Улакли, Чемрек (або Джемрек, 1781 приєднане до с. Малий Янісоль), Чердакли, Чермалик, Урзуф та Ялта.
У них зводилися храми, однойменні з тими, що залишилися в Криму. У деяких селах, як наприклад Урзуф, грекам передавалися козацькі церкви.
Непросто складалися відносини митрополита з переселенцями. Якщо в Криму митрополит був не тільки духовною особою, але і суддею свого народу, то в Маріуполі його таких прав позбавили, натомість почалися тертя з місцевою владою. Зі смертю митрополита Ігнатія було поставлено жирну точку на церковній автономії кримських християн. Всі їхні церкви було передано у володіння Святійшого Синоду у Петербурзі, а звідти — Катеринославській єпархії православної церкви.
Згідно з офіційними відомостями, 1781 у Маріупольському повіті мешкало 14483 греків, що майже на 3912 осіб менше, ніж вийшло з Криму 1778. Тривалі негаразди і невлаштованість переселенців на новому місці, висока смертність призвели до громадського неспокою і поширенню у їхньому середовищі настроїв до рееміграції. Уряд Катерини II припиняв спроби повернення християн у Крим, застосовуючи поліційні методи.
У результаті депортації християнського населення з Криму економіка країни, позбавлена значної маси свого виробника, була істотно підірвана, що посприяло прискоренню анексії ханату Російською імперією (1783).